# Andisk mus
Andisk mus (Andinomys edax) är en däggdjursart som beskrevs av Thomas 1902. Andinomys edax är ensam i släktet Andinomys som ingår i familjen hamsterartade gnagare. IUCN kategoriserar arten globalt som livskraftig. Inga underarter finns listade.
Denna gnagare når en kroppslängd (huvud och bål) av 14 till 17 cm och en svanslängd av 11 till 15 cm. Arten har mörkbrun päls på ovansidan och gråvit päls på buken och fötterna. Den väger 80 till 90 gram. Andisk mus liknar punamöss (Punomys) i utseende men har en längre svans. Svansens ovansida är tydlig mörkare än undersidan. Den är bra täckt med hår men en tofs vid svansspetsen saknas. Tofsar förekommer däremot vid fingrarna och tårna och de täcker även artens klor. Honor har två par spenar vid bröstet och två par vid ljumsken.
Arten förekommer i regionen Altiplano i södra Peru och västra Bolivia. Den vistas där mellan 1650 och 4850 meter över havet. Individerna är aktiva på natten och de klättrar i buskar eller träd där de bygger sina bon bland kvistar. Andisk mus äter gröna växtdelar. Parningen sker vid slutet av den torra perioden. Habitatet varierar mellan ganska fuktiga bergsskogar, det torra ekosystemet Puna och bergsängar. En hona var dräktig med tre ungar.
Djuret är allmänt sällsynt. Vid olika studier tillhörde endast två procent av de infångade gnagare denna art. Även i ugglornas spybollar förekommer andisk mus med cirka två procent.